# Saint-Hippolyte-le-Graveyron
Pour les articles homonymes, voir Saint-Hippolyte.
Saint-Hippolyte-le-Graveyron est une commune française, située dans le département de Vaucluse en région Provence-Alpes-Côte d'Azur.

## Toponymie
Placée sous la protection de Sanctus Ypolitus, la commune s'est appelée Sancti Ypoliti en 1251, Sancto Ypollito en 1253, Sanctus Hipoolytus, en 1363, Sanct Apoliti, en 1378. Elle prit le nom révolutionnaire de Hippolyte-lès-Caromb en 1790. Elle est nommée ensuite Saint-Hippolyte puis Saint-Hippolyte-le-Graveron en 1918. Elle prend son nom actuel de Saint-Hippolyte-le-Graveyron le 5 juin 1986. Le qualificatif de Graveyron, vient du nom de la colline qui domine le village, de l'occitan graveiron, qui signifie gravière, éboulis.

## Géographie
Située au nord de Carpentras, la commune est proche du mont Ventoux, au sud du massif des Dentelles.
|                   | La Roque-Alric               | Le Barroux |
| Beaumes-de-Venise | Saint-Hippolyte-le-Graveyron |            |
| Aubignan          | Carpentras                   | Caromb     |

### Accès
Les communes les plus proches sont Caromb, Beaumes-de-Venise, Lafare, Le Barroux, Aubignan et Malaucène. Carpentras est situé à 7 km, Orange à 27 km et Avignon à 36 km. Elle est traversée par la départementale D 21 qui rejoint la D 938, route menant de Carpentras à Malaucène.
L'autoroute la plus proche est l'autoroute A7 et la gare TGV la plus proche est la gare d'Avignon TGV.

### Relief
L'ensemble du territoire de la commune se trouve sur le piémont des Dentelles de Montmirail. Son sommet le plus important est une colline nommée la « Montagne de la Cabro ».

### Géologie
Le sol est composé de gravières (graveiroun) issues de l'érosion du massif des Dentelles. La « Montagne de la Cabro » est une surrection composée de calcaire urgonien.

### Sismicité
Les cantons de Bonnieux, Apt, Cadenet, Cavaillon, et Pertuis sont classés en zone Ib (risque faible). Tous les autres cantons du département de Vaucluse, dont celui de Carpentras-Nord auquel appartient la commune, sont classés en zone Ia (risque très faible). Ce zonage correspond à une sismicité ne se traduisant qu'exceptionnellement par la destruction de bâtiments.

### Hydrographie
Aucune rivière pérenne ne traverse la commune. Seuls des vallats, lits de rivières fossiles, descendent de la « Montagne de la Cabro ».

### Climat
Pour des articles plus généraux, voir Climat de Provence-Alpes-Côte d'Azur et Climat de Vaucluse.
En 2010, le climat de la commune est de type climat méditerranéen franc, selon une étude du Centre national de la recherche scientifique s'appuyant sur une série de données couvrant la période 1971-2000. En 2020, Météo-France publie une typologie des climats de la France métropolitaine dans laquelle la commune est dans une zone de transition entre le climat de montagne et le climat méditerranéen et est dans la région climatique  Provence, Languedoc-Roussillon, caractérisée par une pluviométrie faible en été, un très bon ensoleillement (2 600 h/an), un été chaud (21,5 °C), un air très sec en été, sec en toutes saisons, des vents forts (fréquence de 40 à 50 % de vents > 5 m/s) et peu de brouillards. 
Pour la période 1971-2000, la température annuelle moyenne est de 13,7 °C, avec une amplitude thermique annuelle de 17,3 °C. Le cumul annuel moyen de précipitations est de 744 mm, avec 6 jours de précipitations en janvier et 3,1 jours en juillet. Pour la période 1991-2020, la température moyenne annuelle observée sur la station météorologique de Météo-France la plus proche, « Carpentras », sur la commune de Carpentras à 8 km à vol d'oiseau, est de 14,7 °C et le cumul annuel moyen de précipitations est de 665,5 mm. 
La température maximale relevée sur cette station est de 44,3 °C, atteinte le 28 juin 2019 ; la température minimale est de −15,4 °C, atteinte le 7 janvier 1985,,. 
Les paramètres climatiques de la commune ont été estimés pour le milieu du siècle (2041-2070) selon différents scénarios d'émission de gaz à effet de serre à partir des nouvelles projections climatiques de référence DRIAS-2020. Ils sont consultables sur un site dédié publié par Météo-France en novembre 2022.

## Urbanisme

### Typologie
Au 1er janvier 2024, Saint-Hippolyte-le-Graveyron est catégorisée commune rurale à habitat très dispersé, selon la nouvelle grille communale de densité à sept niveaux définie par l'Insee en 2022.
Elle est située hors unité urbaine. Par ailleurs la commune fait partie de l'aire d'attraction de Carpentras, dont elle est une commune de la couronne,. Cette aire, qui regroupe 21 communes, est catégorisée dans les aires de 50 000 à moins de 200 000 habitants,.

### Occupation des sols
L'occupation des sols de la commune, telle qu'elle ressort de la base de données européenne d’occupation biophysique des sols Corine Land Cover (CLC), est marquée par l'importance des territoires agricoles (88,8 % en 2018), en augmentation par rapport à 1990 (86,3 %). La répartition détaillée en 2018 est la suivante : 
cultures permanentes (58,5 %), zones agricoles hétérogènes (30,3 %), forêts (11,2 %). L'évolution de l’occupation des sols de la commune et de ses infrastructures peut être observée sur les différentes représentations cartographiques du territoire : la carte de Cassini (XVIIIe siècle), la carte d'état-major (1820-1866) et les cartes ou photos aériennes de l'IGN pour la période actuelle (1950 à aujourd'hui).

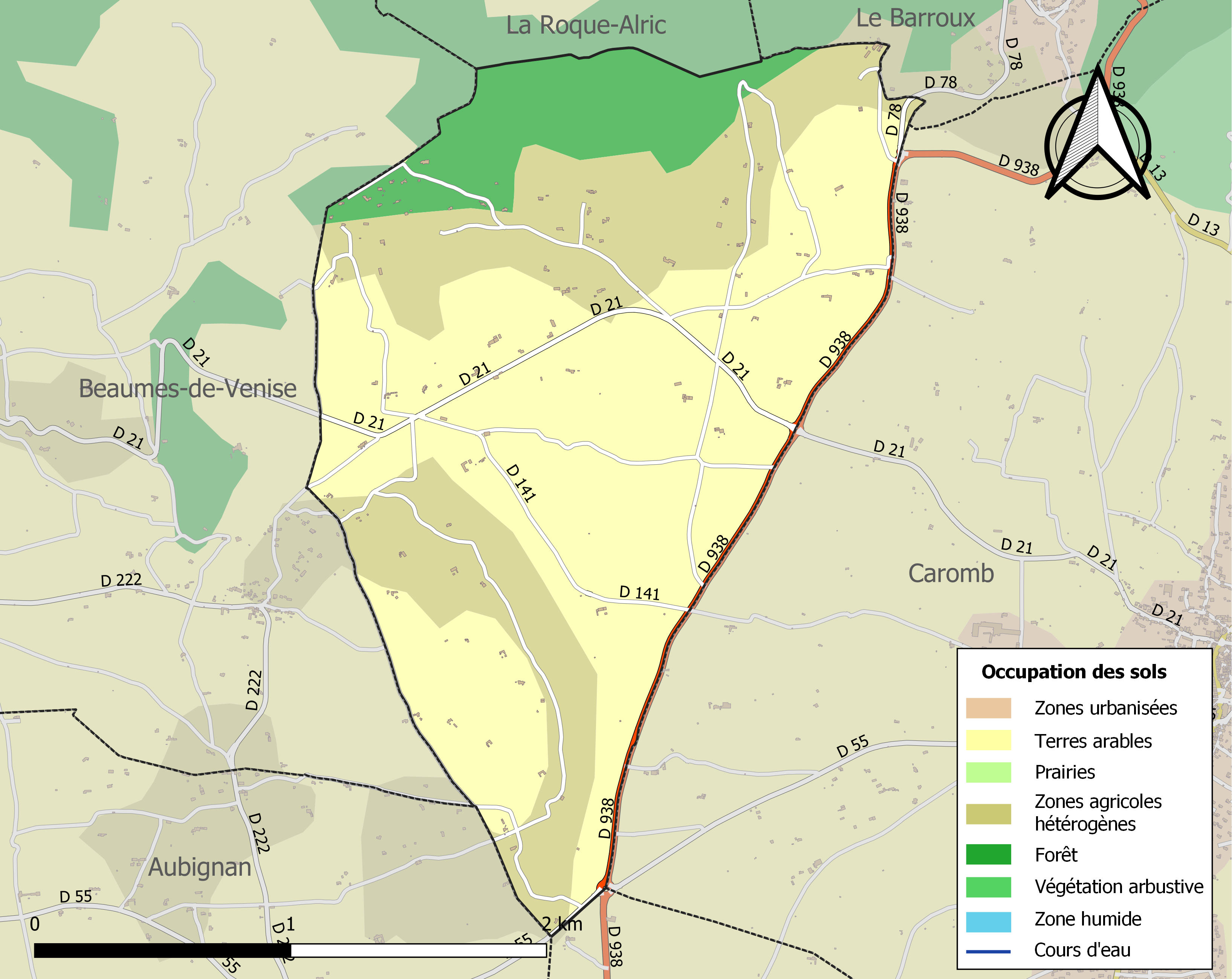
Carte des infrastructures et de l'occupation des sols de la commune en 2018 (CLC).

## Histoire

### Préhistoire et Antiquité
Ce territoire a été traversé au cours de la préhistoire par d'importantes drailles empruntées par les troupeaux lors des estives entre la plaine et le massif du Mont Ventoux.
À l'époque gauloise, le territoire de la commune appartient au peuple des Cavares ou à leurs voisins Voconces. Sous la période romaine, il semble avoir été un lieu de culte important puisque trois autels provenant de fanum ont été découverts aux quartiers des Côtes et de Bariane. Ils étaient dédiés respectivement aux Nymphes Carinnæ, à Sylvanus, le dieu au maillet (cf. équivalent gaulois Sucellos), et à Mars Albarinus.

### Moyen Âge
Sous le règne des papes d'Avignon, dans la première partie du XIVe siècle, elle fut inféodée à Hugues de Roger qui en rendit hommage à la Révérende Chambre Apostolique, le ministère des finances pontificales. En 1376, les conseillers de Saint-Hippolyte et du Barroux transigèrent sur un échange de terres.
En 1401, ce fief est acheté par Alix des Baux, nièce de Raymond de Turenne et épouse d'Odon de Villars. La transaction notifiait l'acquisition de « ville et château », formule toute faite puisqu'il n'y en avait jamais eu, Saint-Hippolyte étant l'une des rares communes du Comtat Venaissin à n'avoir pas d'agglomération.
Guillaume des Baux, qui en hérita, en rendit hommage à Piero Cottini, recteur du Comtat, au cours de l'année 1428.

### Renaissance
Étienne de Vesc, seigneur de Caromb, acquit ce fief en 1488 et l'annexa à ses domaines. Dès lors, il fut appelé Saint-Hippolyte-lès-Caromb. Ce ne fut qu'en 1631, que les seigneurs de Caromb accordèrent des statuts aux habitants de Saint-Hippolyte. Au cours du XVIIe siècle, les chèvres des Baronnies et de la vallée du Toulourenc, venant de Malaucène et descendant à Carpentras, pour le marché du vendredi, durent être parquées dans une grotte de la colline voisine qui prit dès lors le nom de « Montagne de la Cabre ». Puis considérant que ces troupeaux causaient trop de dégâts par leur voracité, les recteurs du Comtat, imposèrent l'attelage des chèvres puis les interdirent d'accès à Carpentras. Désormais le marché se tint à Saint-Hippolyte.

### Période moderne
La commune fut recréée en se séparant de Caromb le 12 octobre 1790. Le 12 août 1793 fut créé le département de Vaucluse, constitué des districts d’Avignon et de Carpentras, mais aussi de ceux d’Apt et d’Orange, qui appartenaient aux Bouches-du-Rhône, ainsi que du canton de Sault, qui appartenait aux Basses-Alpes.

### Période contemporaine
Le centre de la commune est marqué par la mairie et l'église puisque Saint-Hippolyte est l'une des rares communes du Vaucluse sans agglomération. Tout l'habitat est dispersé sur l'ensemble du territoire. En 1900, pour la première fois apparait l’appellation côtes-du-ventoux. C'est à partir de 1939  que les vignerons constituèrent un syndicat des vins du Ventoux. Grâce à leur action, leurs vins furent classés en Vin Délimité de Qualité Supérieure (VDQS) dès 1953 puis accédèrent enfin à l’AOC le 27 juillet 1973.

### Héraldique
| Blason de Loriol-du-Comtat | Les armes peuvent se blasonner ainsi : D'or à la bande vivrée d'azur accompagnée de deux cairons du même |

## Politique et administration

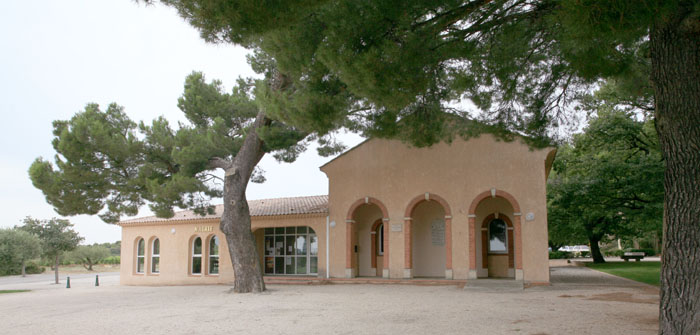
la mairie

| Période                                  | Période  | Identité     | Étiquette | Qualité           |
| ---------------------------------------- | -------- | ------------ | --------- | ----------------- |
| 1996                                     | en cours | André Aiello | DVD       | Chef d'entreprise |
| Les données manquantes sont à compléter. |          |              |           |                   |

## Démographie
L'évolution du nombre d'habitants est connue à travers les recensements de la population effectués dans la commune depuis 1793. Pour les communes de moins de 10 000 habitants, une enquête de recensement portant sur toute la population est réalisée tous les cinq ans, les populations de référence des années intermédiaires étant quant à elles estimées par interpolation ou extrapolation. Pour la commune, le premier recensement exhaustif entrant dans le cadre du nouveau dispositif a été réalisé en 2004.

En 2022, la commune comptait 170 habitants, en évolution de −7,1 % par rapport à 2016 (Vaucluse : +1,73 %, France hors Mayotte : +2,11 %).
| 1793 | 1800 | 1806 | 1821 | 1831 | 1836 | 1841 | 1846 | 1851 |
| ---- | ---- | ---- | ---- | ---- | ---- | ---- | ---- | ---- |
| 80   | 85   | 99   | 111  | 160  | 156  | 173  | 163  | 168  |

| 1856 | 1861 | 1866 | 1872 | 1876 | 1881 | 1886 | 1891 | 1896 |
| ---- | ---- | ---- | ---- | ---- | ---- | ---- | ---- | ---- |
| 181  | 191  | 188  | 191  | 215  | 184  | 166  | 147  | 141  |

| 1901 | 1906 | 1911 | 1921 | 1926 | 1931 | 1936 | 1946 | 1954 |
| ---- | ---- | ---- | ---- | ---- | ---- | ---- | ---- | ---- |
| 113  | 127  | 121  | 123  | 145  | 144  | 124  | 95   | 110  |

| 1962 | 1968 | 1975 | 1982 | 1990 | 1999 | 2004 | 2006 | 2009 |
| ---- | ---- | ---- | ---- | ---- | ---- | ---- | ---- | ---- |
| 116  | 93   | 96   | 119  | 169  | 179  | 168  | 165  | 167  |

| 2014 | 2019 | 2022 | - | - | - | - | - | - |
| ---- | ---- | ---- | - | - | - | - | - | - |
| 180  | 167  | 170  | - | - | - | - | - | - |

## Économie

### Agriculture
La commune est essentiellement agricole. Au cours du XIXe siècle, elle produisait vin, blé, garance, huile d'olive et soie. De nos jours, l'activité s'est concentrée sur l'horticulture, la production de cerises, de raisins de table (Muscat du Ventoux), de vin Ventoux (AOC) et de bois et plants de vigne (pépinière viticole).

### Tourisme
Située dans la plaine du Comtat Venaissin, avec sa situation à proximité de Carpentras et du mont Ventoux, mais aussi de la vallée du Rhône, d'Avignon et de son riche patrimoine, la commune voit le tourisme occuper directement ou indirectement une place non négligeable de son économie.

## Équipements et services
N'ayant pas d'agglomération, il n'y a dans la commune aucun commerce.

### Enseignement
La commune n'a ni école maternelle ni école primaire, les élèves vont à Caromb ou Beaumes-de-Venise. Ensuite les élèves sont dirigés vers le collège François Raspail à Carpentras, puis le lycée Jean-Henri Fabre à Carpentras.

### Écologie et recyclage
Collecte et traitement des déchets des ménages et déchets assimilés et protection et mise en valeur de l'environnement dans le cadre de la Communauté d'agglomération Ventoux-Comtat Venaissin.

## Lieux et monuments
- Colonne de pierre surmontée d'une croix en fer.
- Château Juvénal du XIXe siècle.
- Église paroissiale Saint-Hippolyte, édifiée en 1830, sur un terrain donné par un ancien maire, Hippolyte Fabre.

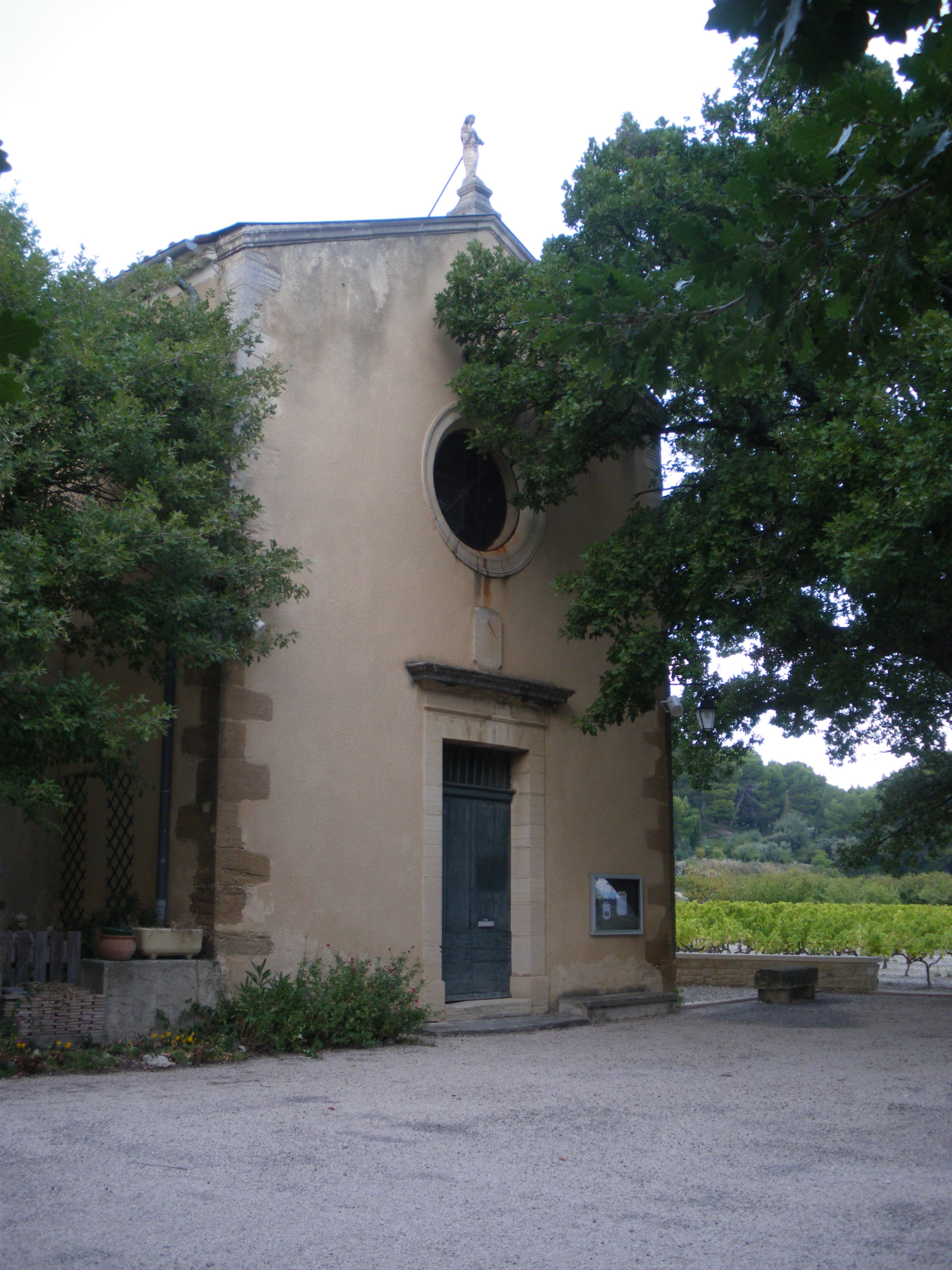
Église.
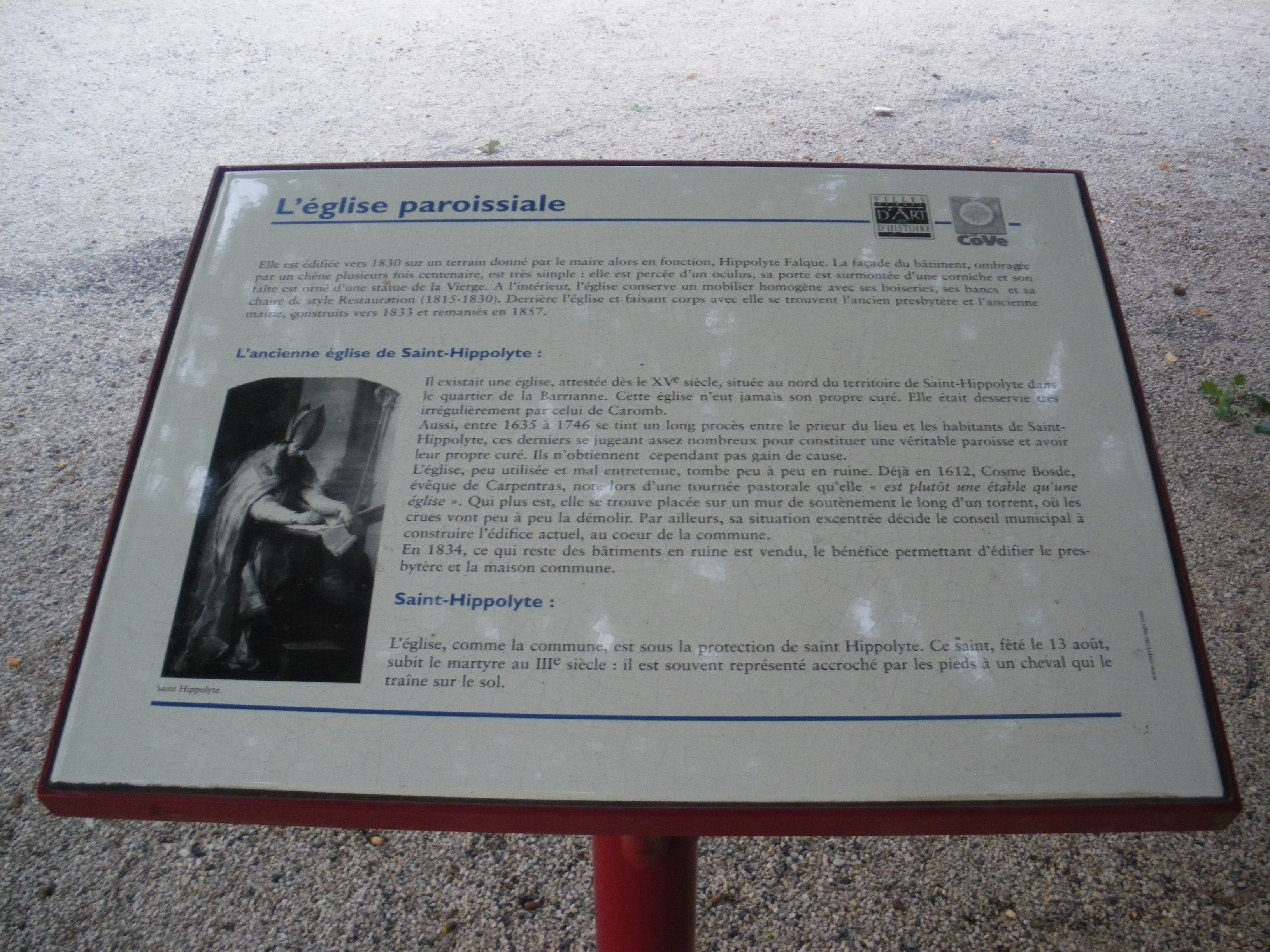
Histoire de l'église.
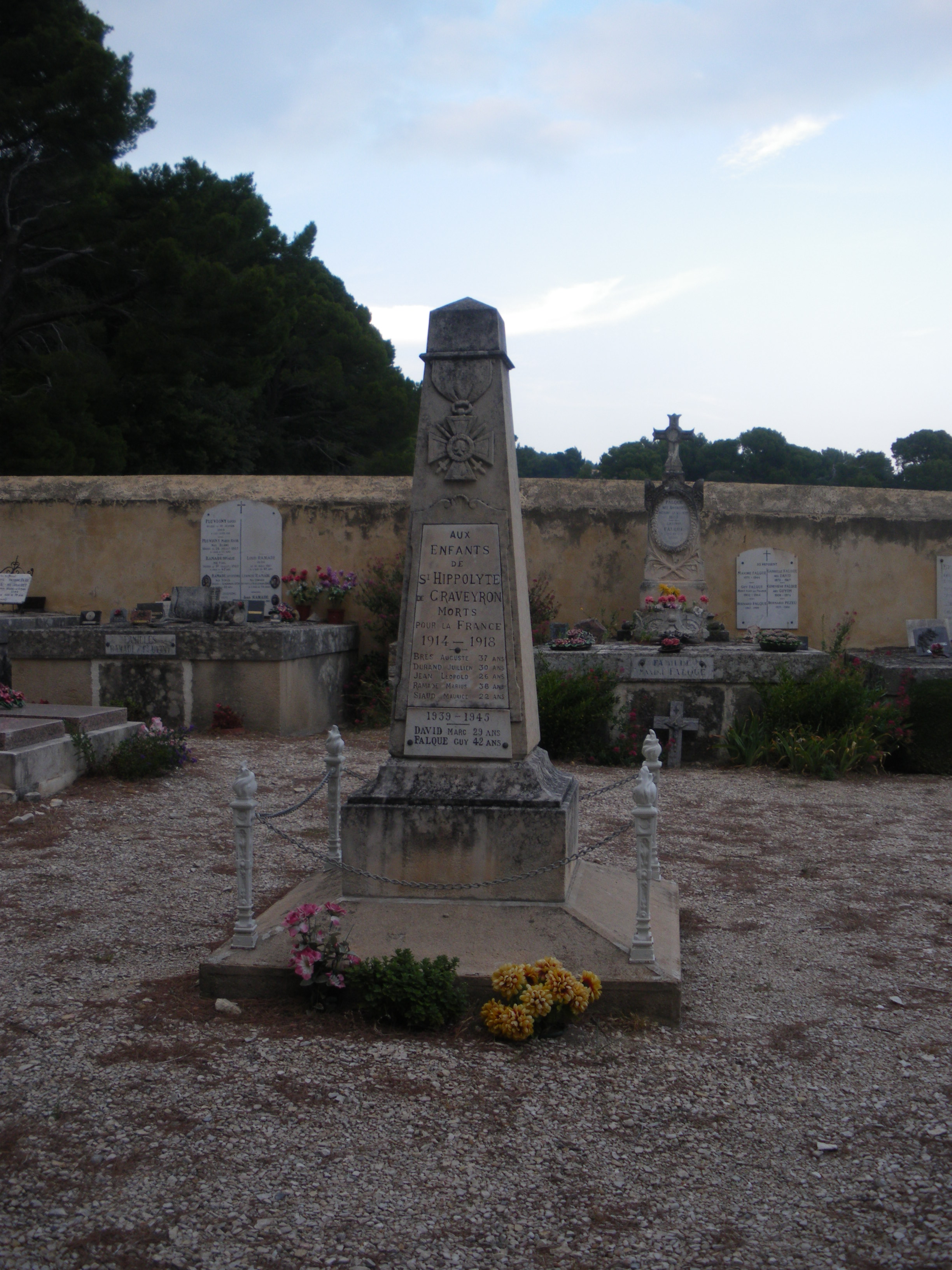
Monument aux morts dans le cimetière.